# Le Premier Mot de Lisa
Le Premier Mot de Lisa (Lisa's First Word) est le 10e épisode de la saison 4 de la série télévisée d'animation Les Simpson.

## Synopsis
Maggie Simpson est sur le point de dire son premier mot... Finalement, elle ne dit rien, à part "Rrrrreeuh", mais c'est un rôt majestueux. Cependant, ça ne devrait pas tarder.
Marge veut alors raconter l'histoire du premier mot de Lisa : "C'était en 1983, nous vivions dans les quartiers populaires de Springfield...". Et on voit le petit appartement sympa et les voisins, des immigrés d'Europe centrale et des Latinos... Bart l'interrompt, et lui demande quel fut son premier mot à lui. Marge rougit et dit qu'elle ne s'en souvient pas. En fait, Bart a dit son premier mot en rentrant, biberon en main, dans la chambre de ses parents alors qu'ils sont en train de faire un gros câlin ; ses yeux s'arrondissent, il lâche son biberon et s'exclame : « Ay, Caramba ! », interjection qu'il a entendue chez les voisins et qu'il utilisera souvent par la suite. Par ailleurs, Bart ne dit jamais Papa mais toujours Homer ou Pa, ce qui lui vaut d'être très précocement étranglé-secoué par son père.
Marge tombe enceinte. Elle l'annonce à Homer : "Chéri, il va y avoir bientôt 2 fois plus d'amour chez nous..." - "Ah bon ? répond Homer. On va le faire aussi le matin ?...". Mais l'appartement sera bien trop petit pour quatre personnes. Homer et Marge décident de déménager dans leur maison actuelle où cinq personnes peuvent vivre. Comme elle est trop chère, Homer va voir son père, Abraham Simpson et le pousse à vendre sa maison pour que son fils et sa belle-fille puissent acheter la leur. "C'est juré, on te gardera avec nous !" promet Homer; mais il l'emmène au "Retirement Castle" (maison de retraite) au bout de trois semaines.
En 1984, Lisa naît. Avant sa naissance, Homer et Marge s'occupaient seulement de Bart. Mais après la naissance de Lisa, Bart devient jaloux, et il essaye de se rendre intéressant en essayant de faire disparaitre Lisa. Comme il ne réussit pas, il décide de fuguer. Au moment où il part, Lisa l'appelle : « Bart ».
Ému par l'idée que son nom fut le premier mot prononcé par Lisa, Bart ne fugue pas. Alors il va la montrer à Homer et à Marge, et il lui désigne différentes choses, qu'elle sait très bien nommer. Cependant, quand il lui montre Homer, Lisa ne dit pas « Papa » mais toujours « Homer » sauf dans certains épisodes où Lisa dit "papa", et les 2 enfants s'esclaffent ensemble : leur entente est scellée. Homer porte alors Maggie au lit, en lui recommandant de ne pas parler, car de toute façon les enfants disent trop d'insolences à leurs parents. Maggie, une fois qu'il a refermé la porte, dit : « Papa », et ferme ses grands yeux. Un fondu au noir termine l'épisode.